# 洪涛 (制片人)
洪涛（1965年4月24日—），本名贺洪，湖南株洲人，中国大陆媒体人，资深综艺节目导演，现任湖南广播影视集团（湖南广播电视台）艺术委员会委员，长期担任《我是歌手》与《歌手》系列节目的导演、总制片人和节目监制。

## 生平
出生于1965年的洪涛在进入广电行业之前曾是株洲市无线电二厂的一名的技术工人。凭借对音乐的热爱，1991年进入湖南广电系统工作，任湖南人民广播电台经济频道（湖南经广）节目主持人，曾先后参与主持《迷你娱乐宫》、《金曲排行榜》、《越飞越高》、《友谊（中山）直播室》等节目。1998年转入电视行业，先后担任湖南生活频道（现金鹰纪实卫视）综艺部制片人、新闻部主任。2000年调入湖南卫视工作，为王平团队的核心人物，先后参与执导《音乐不断》及《音乐不断歌友会》。2004年以执行总导演的身份参与《超级女声》的制作，主要负责节目创意及内容，并于2005年起连续两年担任《超级女声》杭州唱区的总导演。《超女》之后，洪涛又以总导演的身份先后参与制作了《舞动奇迹》、《第七届汉语桥世界大学生中文比赛》等节目，均取得了不错的社会反响。
2005年，湖南卫视在中国大陆省级电视媒体中首创“跨年演唱会”品牌，洪涛于2005年至2007年连续三年担任跨年演唱会总导演，主打“互动+狂欢”的主题概念，并将卫视选秀诞生的天娱艺人资源运用到极致，取得了不俗的收视与反响，随即引来了其他电视台的跟进。在竞争对手拼投入、拼明星，湖南卫视跨年引领地位受到威胁的情况下 ，洪涛于2010年及2011年再度担任跨年演唱会总导演，并将与竞争频道之间的艺人阵容比拼转移到创意与制作的比拼上来，不仅大胆启用了龚琳娜等独具艺术表现力的新人，还首次在跨年直播中使用了粒子成像、虚拟直播等技术，启发了业界跨年新的创作思路。
2009年6月，时任湖南电视台副总编辑的王平离职，洪涛正式成为团队负责人，并于同年执导湖南卫视综艺节目《挑战麦克风》。2010年，先后参与执导《2010湖南卫视春节联欢晚会》与《2010快乐男声》。
2012年上半年，湖南卫视遭遇了史上前所未有的收视低迷期。在这一背景下，洪涛临危受命，带领团队策划并制作了明星模仿类节目《百变大咖秀》。节目一经推出便取得了不错的社会反响，为湖南电视注入了一剂强心剂，并成为湖南卫视走出低迷、重振雄风的标志性项目。
2013年上半年，洪涛一手创办了中国首档实力歌手巅峰对决秀——《我是歌手》，并先后以总导演及节目监制的身份连续参与四季《我是歌手》以及四季《歌手》的制作。在制作过程中，洪涛将对音乐的喜爱以及在电视行业多年积累下来的经验倾注在节目中，发掘了埋没多年的黄绮珊、李健，捧红了原本在大陆认知度不高的邓紫棋、A-Lin、徐佳莹，也让韩红、韩磊、林志炫、杨宗纬、李玟等实力唱将重放光芒。《我是歌手》第一季于2013年首播后，斩获了良好的收视与口碑，并在整个华语地区引起极大回响。从第二季开始，《我是歌手》单节目每年为湖南卫视赢得十亿级的广告收入，其投入产出堪称业界奇迹。通过《歌手》系列节目，湖南电视再次在业界树立起难以复制的新标杆。
2013年下半年，湖南卫视推出亲子互动真人秀节目《爸爸去哪儿》，洪涛担任该节目的内容监制。凭借个人人脉及《我是歌手》塑造的行业形象，洪涛与总导演谢涤葵成功促成了林志颖、田亮、郭涛等艺人的邀约。在监制过程中，洪涛毫无保留地贡献了智慧与节目经验，并跟随节目组一道深入取景地，各环节亲力亲为，与团队默契配合，为《爸爸去哪儿》的成功贡献了力量。
2015年，洪涛担任湖南卫视综艺节目《全员加速中》第一季的监制。2016年4月，担任芒果TV《2016超级女声》百强诞生赛的评委。同年5月，担任《2016超级女声》百强分班赛的评委及《2016女声学院》的“院长”。
洪涛于2010年起先后担任湖南卫视制片人、节目制作中心副主任、节目制作中心第一副主任、节目制作中心主任、总监助理、副总监等职务，2021年5月任现职。